# آزور ایر
آزور ایر (به انگلیسی: Azur Air) یک شرکت هواپیمایی با کد یاتا ZF است که در ۱ مه ۱۹۹۵ میلادی تأسیس شده‌است. دفتر مرکزی آزور ایر در کراسنویارسک، روسیه واقع شده‌است.